# Megaelosia boticariana
Megaelosia boticariana är en groddjursart som beskrevs av Ariovaldo Antonio Giaretta och Aguiar 1998. Megaelosia boticariana ingår i släktet Megaelosia och familjen Hylodidae. IUCN kategoriserar arten globalt som otillräckligt studerad. Inga underarter finns listade i Catalogue of Life.